# 石倉えいみ
石倉 えいみ（いしくら えいみ、1982年10月27日 - ）は、日本のAV女優。神奈川県出身。
バルドエージェンシー所属。

## 略歴
- 2007年5月に『初花 -hatsuhana- 神田美穂』でAVデビュー。
- 2011年3月に　石倉えいみ名義で復帰。

## 人物
- 特技：ストレッチ
- 趣味：クラブへ行く・スポーツ・音楽・ショッピング

## 出演作品
2011年
- 男の家で待つ素人人妻ドキュメント あいかぎ。（5月7日、マドンナ）
- 続・エロ一発妻 12（5月20日、プレステージ）
- 人妻不倫温泉 05（6月10日、プレステージ）
- 巨乳巨尻妻 ～わたしの全部、撮ってください～ 石倉えいみ（7月8日、なでしこ）
- GLITZ 石倉えいみ（7月19日、フェチマニアック映像制作所/妄想族）
- 狙われた美人義母 ～息子と悪友の欲望標的にされた魅惑の若妻～ 石倉えいみ（7月20日、ルビー）
- 不貞妻の物語 4 石倉えいみ（8月13日、赤ほたるいか/妄想族ブラックレーベル）
- 中出し人妻不倫旅行 20（8月25日、ビッグモーカル）
- 夫の留守に…襲われた新妻！！ 石倉えいみ（9月15日、ソルト・ペッパー）
- AV志願 やたら膣中にザーメンを欲しがる淫乱巨乳人妻 石倉えいみ（10月14日、アップス）
- 私、セクササイズ始めました。人妻あや28歳（10月15日、光夜蝶）
- 非日常的悶絶遊戯 間違い電話の相手と不倫する奥さま、えいみの場合（10月25日、AVS）
- 友人の妻はドスケベ家庭教師 石倉えいみ（11月1日、VENUS）
- お母さんがもっとシテあげるから… 石倉えいみ（11月1日、ABC/妄想族）
- 幻母 禁断の母子家庭 PS:母さん、愛してる。 石倉えいみ（12月19日、VENUS）

2012年
- セレブ妻完堕ちレイプ 6 石倉えいみ（1月25日、Kplus）
- 巨乳若妻は眠ってる夫の横で出張マッサージ師のコッソリ手淫に身悶えさせられソノ気になった。 （2月9日、ヒビノ）